# 黃景熙
黃景熙（1959年05月15日—），臺灣政治人物，民主進步黨籍，曾任桃園市議會議員、立法委員邱垂貞國會辦公室主任。在2014年桃園縣升格桃園市之前，已三度連任桃園縣議員，雖然是泛綠政治背景，但皆以無黨籍身分參選議員。2007年10月23日因賄選被臺灣高等法院判決當選無效定讞，同月24日在桃園縣議會定期大會宣布辭職。2014年首屆桃園市議員選舉，以民進黨提名的身分投入選舉並當選。PTT名人「qn」黃瓊慧（黃拉結）為其女兒，2022年接棒當選議員。

## 選舉紀錄
| 年度 | 選舉屆數               | 選舉區           | 所屬政黨   | 得票數 | 得票率 | 當選標記 | 備註 |
| ---- | ---------------------- | ---------------- | ---------- | ------ | ------ | -------- | ---- |
| 2002 | 第十五屆桃園縣議員選舉 | 桃園縣第一選舉區 | 無黨籍     | 4,575  | 4.62%  |          |      |
| 2005 | 第十六屆桃園縣議員選舉 | 桃園縣第一選舉區 | 無黨籍     | 7,723  | 5.08%  |          |      |
| 2009 | 第十七屆桃園縣議員選舉 | 桃園縣第一選舉區 | 無黨籍     | 11,642 | 8.27%  |          |      |
| 2014 | 第一屆桃園市議員選舉   | 桃園市第一選舉區 | 民主進步黨 | 12,916 | 7.18%  |          |      |
| 2018 | 第二屆桃園市議員選舉   | 桃園市第一選舉區 | 民主進步黨 | 10,616 | 5.60%  |          |      |

## 外部連結
- 桃園市議會：黃景熙 議員，存于
- 黃景熙的Facebook專頁